# Peter Hallberg
 Der er flere personer med dette navn, se Peter Hallberg (backgammonspiller).
Peter Hallberg (født 25. januar 1916, død 4. marts 1995) var en svensk filolog i norrøne studier, fra 1943 til 1947 svensk lektor og docent ved Universitet i Reykjavik, Island; dr.phil. i 1951 på en afhandling om Natursymboler i svensk lyrik från nyromantikken till Karlfeldt; fra 1951 docent og fra 1975 professor i litteraturhistorie ved Göteborgs Universitet, Sverige. 
Peter Hallberg var anerkendt som en framragende kulturformidler mellem de nordiske lande. Han er måske især kendt for sine studier over Halldór Laxness' forfatterskab i værker som Halldór Kiljan Laxness (1952), Den store vävaren (1954) og Skaldens hus (1956). Han har foruden adskillige videnskabelige artikler om islandsk litteratur, bl.a. Den isländska sagan (1956) – dansk oversættelse De islandske sagaer (1965ff) – som er et standardværk som det fortsat er umuligt at komme udenom, også skrevet Den fornisländska poesien (1962), dansk oversættelse Den norrøne digtning (1982)